# Australische Frauen-Cricket-Nationalmannschaft in Neuseeland in der Saison 2024/25
Die Tour der australischen Cricket-Nationalmannschaft nach Neuseeland in der Saison 2024/25 fand vom 19. Dezember 2024 bis zum 26. März 2025 statt. Die internationale Cricket-Tour war Bestandteil der Internationalen Cricket-Saison 2024/25 und umfasste drei WODIs und drei WTwenty20s. Die WODIs waren Teil der ICC Women’s Championship 2022–2025. Australien gewann die WODI-Serie mit 2–0 und die WTwenty20-Serie mit 3–0.

## Vorgeschichte
Neuseeland bestritt zuvor eine Tour in Indien und Australien eine Tour gegen Indien. Die beiden Mannschaften spielten zuvor schon eine Tour in Australien.

## Stadien
Die folgenden Stadien wurden für die Tour als Austragungsort vorgesehen.
| Stadion                     | Stadt           | Kapazität | Spiele       |
| --------------------------- | --------------- | --------- | ------------ |
| Eden Park                   | Auckland        | 50.000    | 1. WT20      |
| Bay Oval                    | Mount Maunganui | 10.000    | 2. WT20      |
| Basin Reserve               | Wellington      | 11.000    | 1. – 3. WODI |
| Wellington Regional Stadium | Wellington      | 34.500    | 3. WT20      |

## Kaderlisten
Australien benannte seinen WODI-Kader am 23. November 2024 und seinen WT20-Kader am 26. Februar 2025.
Neuseeland benannte seinen WODI-Kader am 14. Dezember 2024 und seinen WT20-Kader am 18. März 2025.
| WODI | WODI | WTwenty20 | WTwenty20 |
| Neuseeland | Australien | Neuseeland | Australien |
| --- | --- | --- | --- |
| - Sophie Devine (K) - Suzie Bates - Eden Carson - Lauren Down - Izzy Gaze (wk) - Maddy Green - Brooke Halliday - Bella James (wk) - Fran Jonas - Amelia Kerr - Jess Kerr - Rosemary Mair - Molly Penfold | - Alyssa Healy (K) - Tahlia McGrath (VK) - Darcie Brown - Ashleigh Gardner - Kim Garth - Heather Graham - Alana King - Phoebe Litchfield - Sophie Molineux - Beth Mooney (wk) - Ellyse Perry - Megan Schutt - Annabel Sutherland - Georgia Voll - Georgia Wareham | - Suzie Bates (K) - Eden Carson - Sophie Devine - Maddy Green - Brooke Halliday - Polly Inglis (wk) - Bella James (wk) - Fran Jonas - Jess Kerr - Melie Kerr - Rosemary Mair - Georgia Plimmer - Lea Tahuhu | - Tahlia McGrath (K) - Ashleigh Gardner (VK) - Darcie Brown - Nicole Faltum (wk) - Kim Garth - Grace Harris - Alana King - Charli Knott - Phoebe Litchfield - Beth Mooney (wk) - Ellyse Perry - Megan Schutt - Annabel Sutherland - Georgia Voll - Georgia Wareham |

## Women’s One-Day Internationals

### Erstes WODI in Wellington
| 19. Dezember Scorecard | Wellington (BR) | Neuseeland     | – | Australien |
|                        |                 | Spiel abgesagt |   |            |

Spiel konnte auf Grund von Regenfällen nicht ausgetragen werden.

### Zweites WODI in Wellington
| 21. Dezember Scorecard | Wellington (BR) | Australien 291-7 (50)                       | – | Neuseeland 122-5 (30.1/30.1) |
|                        |                 | Australien gewinnt mit 65 Runs (D/L method) |   |                              |

Neuseeland gewann den Münzwurf und entschied sich als Feldmannschaft zu beginnen. Für Australien begannen Alyssa Healy und Phoebe Litchfield. Healy erreichte 34 Runs und wurde durch Ellyse Perry ersetzt. Litchfield erzielte 25 Runs, woraufhin Beth Mooney aufs Feld kam. Perry gelangen 29 Runs und kurz darauf schied auch Mooney nach 14 Runs aus. In der Folge etablierte sich Annabel Sutherland und an ihrer Seite erzielte Ashleigh Gardner 19 und Tahlia McGrath 24 Runs. Daraufhin folgte Kim Garth, die zusammen mit Sutherland das Innings beendete. Sutherland erreichte ein Century über 105* Runs aus 81 Bällen und Garth 11* Runs. Beste neuseeländische Bowlerin war Molly Penfold mit 4 Wickets für 42 Runs. Für Neuseeland bildete Eröffnungs-Batterin Bella James eine partnerschaft mit der dritten Schlagfrau Amelia Kerr. James erreichte 27 Runs und die ihr folgende Sophie Devine 15 Runs. Als Maddy Green ins Spiel kam, verlor Kerr ihr Wicket nach 38 Runs. Kurz darauf musste das Spiel nach Regenfällen im 31. Over abgebrochen werden und Neuseeland hatte nicht genug Runs für den Sieg erzielt. Green hatte bis dahin 26* Runs erreicht. Als Spielerin des Spiels wurde Annabel Sutherland ausgezeichnet.

### Drittes WODI in Wellington
| 23. Dezember Scorecard | Wellington (BR) | Australien 290 (49)            | – | Neuseeland 215 (43.3) |
|                        |                 | Australien gewinnt mit 75 Runs |   |                       |

Australien gewann den Münzwurf und entschied sich als Schlagmannschaft zu beginnen. Für sie eröffneten Alyssa Healy und Phoebe Litchfield. Healy erreichte 29 Runs und wurde gefolgt durch Ellyse Perry. Perry schied nach 14 Runs aus und kurz darauf auch Litchfield nach einem Fifty über 50 Runs. Daraufhin formten Annabel Sutherland und Ashleigh Gardner eine Partnerschaft. Sutherland erreichte 42 Runs und die ihr folgende Tahlia McGrath 10 Runs. Gardner gelang ein Fifty über 74 Runs, bevor Kim Garth das letzte Wicket des Innings nach 10 Runs verlor und damit die Vorgabe auf 291 Runs festsetzte. Beste neuseeländische Bowlerinnen waren Amelia Kerr mit 4 Wickets für 54 Runs und Rosemary Mair mit 3 Wickets für 58 Runs. Für Neuseeland bildeten die Eröffnungs-Batterinnen Suzie Bates und Bella James eine Partnerschaft. James gelangen 24 Runs, woraufhin Amelia Kerr ins Spiel kam. Bates schied nach einem Fifty über 53 Runs aus und Kerr kurz darauf nach 22 Runs. Daraufhin formten Sophie Devine und Brooke Halliday eine weitere Partnerschaft. Devine erreichte 25 Runs und wurde gefolgt durch Maddy Green. Halliday erzielte 27 Runs, jedoch konnte sich daraufhin keine weitere Spielerin an der Seite von Green etablieren. Als das letzte Wicket im 44. Over fiel, hatte Green 39* Runs erreicht, was nicht ausreicht eum die Vorgabe einzuholen. Als Spielerin des Spiels wurde Annabel Sutherland ausgezeichnet.

## Women’s Twenty20 Internationals

### Erstes WTwenty20 in Auckland
| 21. März Scorecard | Auckland | Neuseeland 137-2 (20)            | – | Australien 138-2 (13.3) |
|                    |          | Australien gewinnt mit 8 Wickets |   |                         |

Neuseeland gewann den Münzwurf und entschied sich als Schlagmannschaft zu beginnen. Als Spielerin des Spiels wurde Beth Mooney ausgezeichnet.

### Zweites WTwenty20 in Mount Maunganui
| 23. März Scorecard | Mount Maunganui | Australien 204-3 (20)          | – | Neuseeland 122 (16.1) |
|                    |                 | Australien gewinnt mit 82 Runs |   |                       |

Australien gewann den Münzwurf und entschied sich als Schlagmannschaft zu beginnen. Als Spielerin des Spiels wurde Beth Mooney ausgezeichnet.

### Drittes WTwenty20 in Wellington
| 26. März Scorecard | Wellington (WS) | Australien 180-4 (20)         | – | Neuseeland 172-8 (20) |
|                    |                 | Australien gewinnt mit 8 Runs |   |                       |

Neuseeland gewann den Münzwurf und entschied sich als Feldmannschaft zu beginnen. Als Spielerin des Spiels wurde Georgia Voll ausgezeichnet.

## Auszeichnungen

### Player of the Series
Als Player of the Series wurden die folgenden Spielerinnen ausgezeichnet.
| Serie | Player of the Series |
| ----- | -------------------- |
| WODI  | Annabel Sutherland   |
| WT20  | Beth Mooney          |

### Player of the Match
Als Player of the Match wurden die folgenden Spielerinnen ausgezeichnet.
| Spiel   | Player of the Match |
| ------- | ------------------- |
| 1. WODI | –                   |
| 2. WODI | Annabel Sutherland  |
| 3. WODI | Annabel Sutherland  |
| 1. WT20 | Beth Mooney         |
| 2. WT20 | Beth Mooney         |
| 3. WT20 | Georgia Voll        |